# Interazioni fondamentali

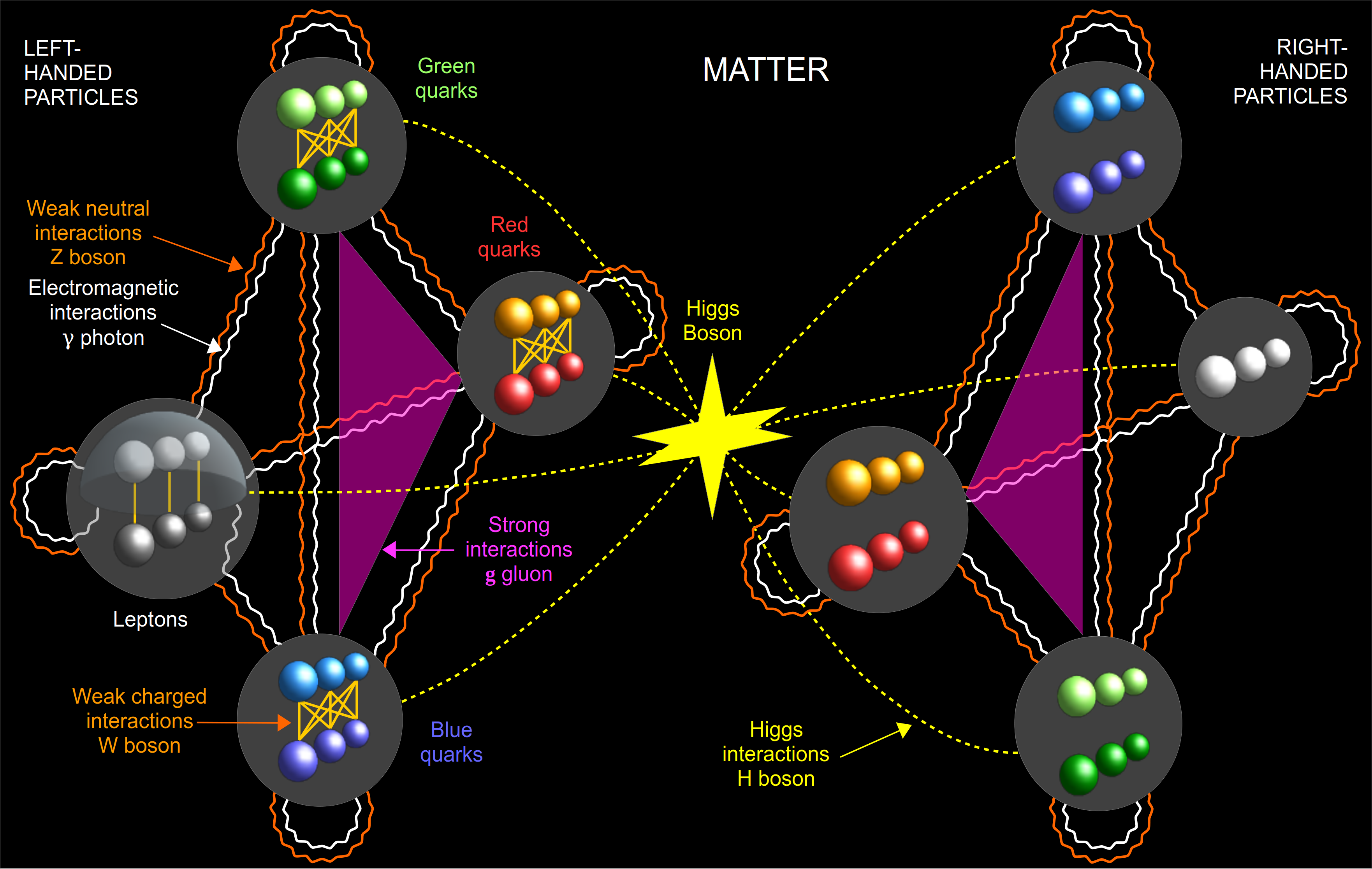
Le tre interazioni fondamentali descritte dal Modello standard

In fisica le interazioni fondamentali o forze fondamentali sono le interazioni o forze della natura che permettono di descrivere i fenomeni fisici a tutte le scale di distanza e di energia e che non sono quindi riconducibili ad altre forze.
Sono state individuate quattro forze o interazioni fondamentali: l'interazione gravitazionale, l'interazione elettromagnetica, l'interazione debole e l'interazione forte. Per energie dell'ordine dei 100 GeV la forza elettromagnetica e la forza debole si presentano come unificate nell'interazione elettrodebole.
Ulteriori forze sono state proposte per spiegare alcune lacune delle attuali teorie anche rispetto ai risultati sperimentali (ad esempio non sono ancora note le interazioni della materia oscura), ma al momento non esiste consenso in merito alla loro esistenza e alle loro eventuali proprietà.

## Caratteristiche di base

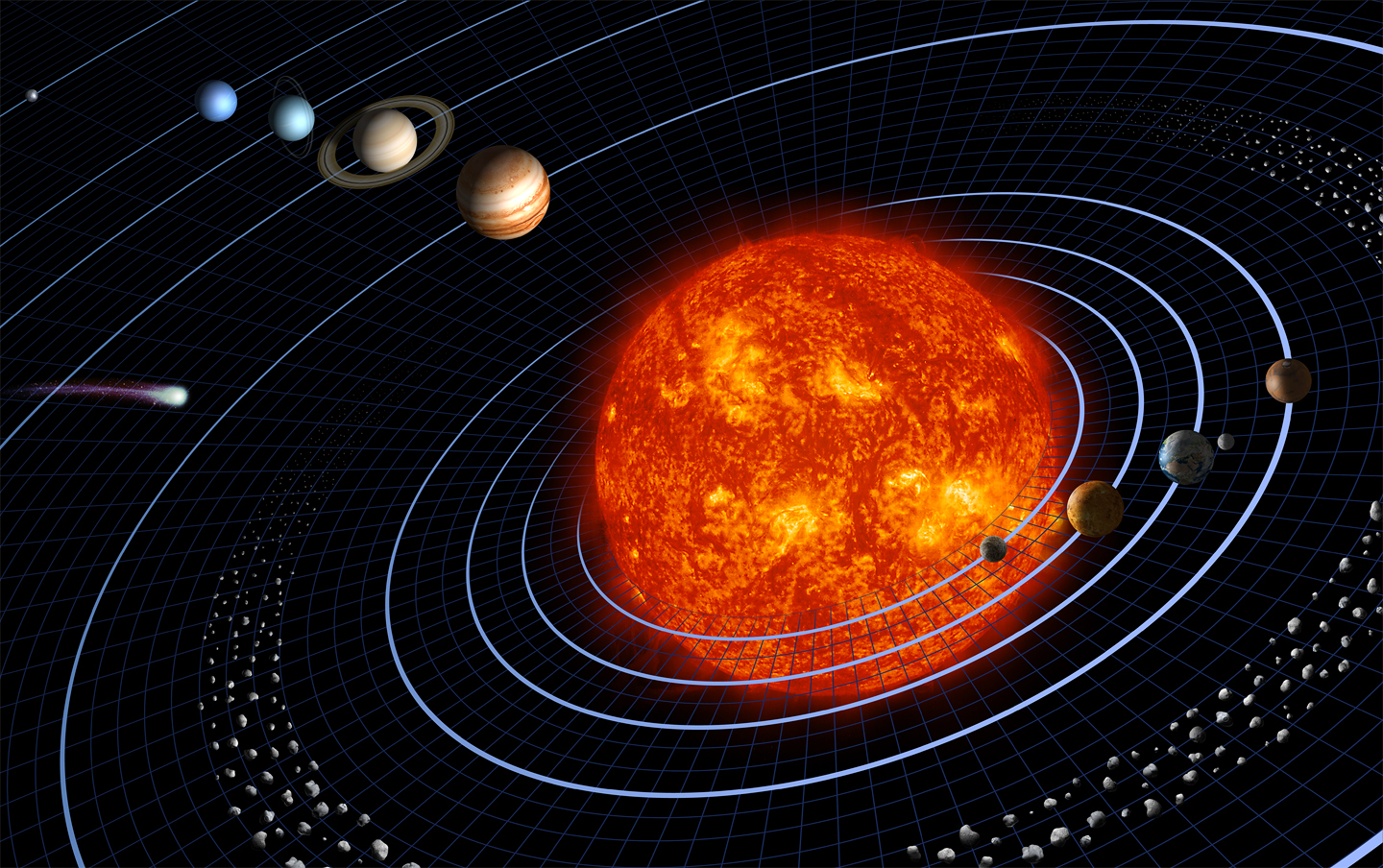
Il Sistema solare spiegato in termini di gravitazione universale

Il raggio d'azione e l'intensità di una forza sono le due più importanti caratteristiche delle interazioni fondamentali. L'intensità fornisce una misura dei rapporti di forza tra le interazioni di diversa natura. Semplificando, il raggio d'azione può essere pensato come la distanza massima alla quale un'interazione è influente. Ad esempio l'interazione gravitazionale ha un raggio d'azione infinito; per questo motivo il Sole esercita la sua forza anche su corpi lontanissimi come Plutone.

### Interazione gravitazionale
L'interazione gravitazionale determina la forza di gravità sulla Terra e l'attrazione fra i pianeti, fenomeni descritti in buona approssimazione dalla legge di gravitazione universale. Due corpi si attraggono in modo direttamente proporzionale al prodotto delle loro masse; in altre parole la forza gravitazionale è proporzionale alla massa (diversamente dall'interazione elettromagnetica, dove la carica elettrica di un corpo non ha in generale nessuna relazione con la sua massa). È di gran lunga la più debole delle interazioni fondamentali (vedi tabella). La comprensione più completa della gravità come espressione della geometria dello  spazio-tempo è dovuta alla relatività generale.

### Interazione elettromagnetica

Rappresentazione schematica della legge di Coulomb.

L'interazione elettromagnetica è responsabile delle proprietà chimiche degli atomi e della struttura delle molecole. La carica elettrica determina l'intensità e il verso dell'interazione fra corpi carichi, per la quale i corpi con cariche elettriche dello stesso segno si respingono, mentre corpi con cariche elettriche di segno contrario si attraggono. La forza elettromagnetica è il risultato dell'interazione locale fra i corpi carichi e il campo elettromagnetico. Il campo elettromagnetico può propagarsi come un'onda, come nel caso delle onde radio e della luce stessa. Anche l'interazione elettromagnetica ha raggio di interazione infinito, ad esempio la luce emessa dalle stelle delle galassie più lontane arriva sulla Terra e interagisce con gli atomi dell'atmosfera, dei nostri occhi e dei nostri telescopi. In passato si credeva che l'interazione elettromagnetica avesse poca influenza nel determinare la struttura dei   sistemi planetari, delle galassie e più in generale dell'universo su grande scala, tuttavia studi recenti ne ipotizzano un ruolo significativo. 

Diagramma di Feynman che rappresenta il decadimento beta negativo

### Interazione nucleare debole
L'interazione nucleare debole è responsabile delle forze che intervengono nei decadimenti nucleari. L'interazione debole ha un raggio d'azione finito comparabile alle scale delle lunghezze subatomiche, quindi particolarmente piccolo, se raffrontato con le scale umane.

### Interazione nucleare forte

Un protone, composto di due quark up e un quark down, e dai gluoni che mediano la forza forte che lega i quark. L'assegnamento del colore dei singoli quark è arbitrario, ma devono essere presenti tutti i tipi di colore per ottenere una carica totale nulla

L'interazione nucleare forte, dotata di una proprietà definita carica di colore, tiene uniti i quark, costituenti elementari dei protoni e dei neutroni, e anche questi ultimi all'interno del nucleo. È in termini assoluti la forza più intensa fra quelle finora conosciute, al punto che non è possibile a bassa energia isolare e separare un singolo quark da un protone. Tale confinamento della carica di colore consente quindi teoricamente interazioni forti a lungo raggio solo attraverso bosoni compositi, globalmente neutri per colore, formati da un quark e un antiquark, a loro volta legati dalla forza forte (mesoni). Essendo però questi tutti instabili, e decadendo in breve tempo, la forza nucleare forte agisce di fatto solo a corta distanza nei nuclei. Ad esempio l'interazione forte fra due nucleoni può essere descritta a bassa energia come il risultato dello scambio di mesoni Pi, o pioni.

## Caratteristiche quantistiche
Secondo la teoria quantistica dei campi, le particelle che costituiscono la materia interagiscono attraverso lo scambio di uno o più bosoni di gauge, particelle elementari mediatrici di forza che costituiscono i quanti del rispettivo campo. L'interazione fra due elettroni avviene ad esempio attraverso l'emissione e l'assorbimento di fotoni. I bosoni di una teoria di gauge sono bosoni vettori, ovvero hanno spin uguale a uno, eccetto il gravitone, bosone di gauge in un'ipotetica formulazione quantistica dell'interazione gravitazionale, che dovrebbe avere spin uguale a due.
| Interazione                  | Mediatore     | Magnitudine relativa    | Andamento asintotico                 | Raggio d'azione                                 |
| ---------------------------- | ------------- | ----------------------- | ------------------------------------ | ----------------------------------------------- |
| Interazione forte            | gluone        | {\displaystyle 10^{38}} | {\displaystyle {\frac {e^{-Mr}}{r}}} | {\displaystyle 1{,}4\cdot 10^{-15}\;{\text{m}}} |
| Interazione elettromagnetica | fotone        | {\displaystyle 10^{36}} | {\displaystyle {\frac {1}{r^{2}}}}   | {\displaystyle \infty }                         |
| Interazione debole           | Bosoni W e Z  | {\displaystyle 10^{25}} | {\displaystyle {\frac {e^{-Mr}}{r}}} | {\displaystyle 10^{-18}\;{\text{m}}}            |
| Interazione gravitazionale   | gravitone (?) | {\displaystyle 10^{0}}  | {\displaystyle {\frac {1}{r^{2}}}}   | {\displaystyle \infty }                         |

## Unificazione delle forze
Nel periodo tra l'introduzione dello schema dinamico di Newton, coi Principia del 1687, e la comparsa della relatività speciale del 1905, ci furono molti importanti sviluppi nella rappresentazione della fisica fondamentale. Il più importante riguarda l'idea, introdotta da Faraday e Maxwell nel XIX secolo, che la nozione di campo fisico, permeante lo spazio, debba coesistere con la realtà intesa newtonianamente di singole particelle interagenti tramite forze istantanee. La filosofia meccanicistica del XVII secolo infatti prevedeva un modello di mondo microscopico composto da corpuscoli piccolissimi dotati di proprietà simili a quelle delle palle da biliardo nel mondo cosiddetto macroscopico.
Le scoperte di Michael Faraday, intorno al 1833, e le rappresentazioni della realtà necessarie per la sua sistemazione, fornirono le prime indicazioni della necessità di un simile mutamento di paradigma.
Il cambiamento riguardava l'idea che le particelle newtoniane e le forze che agiscono tra esse non siano gli unici elementi in gioco. Fu Maxwell, nel 1864, a formulare le equazioni che questo campo deve soddisfare e a dimostrare che i campi trasportano energia da un luogo all'altro. La forma di queste equazioni ha condotto scienziati come Lorentz, Poincaré e Einstein alle trasformazioni spaziotemporali della relatività speciale che, a loro volta, hanno condotto al concetto di spaziotempo di Minkowski.
Nel 1873 Maxwell scoprì che due forze della natura apparentemente distinte, la forza magnetica e la forza elettrica, sono in realtà manifestazioni della stessa interazione fondamentale. Le equazioni di Maxwell permisero di riunire in una formulazione matematica sintetica ed elegante le leggi dell'elettricità e del magnetismo allora note, principalmente la legge di induzione di Faraday, il teorema di Gauss per il campo elettrico e la Legge di Ampère, a cui Maxwell aggiunse un termine noto come corrente di spostamento. Nell'insieme, le equazioni descrivono in maniera unitaria e completa tutti i fenomeni elettromagnetici, come ad esempio l'attrazione fra due calamite e la propagazione della luce nel cosmo.
Analogamente, nel XX secolo si è scoperto che l'interazione elettromagnetica e la forza nucleare debole sono due manifestazioni di un'unica interazione, l'interazione elettrodebole, la cui simmetria è manifesta ad alte energie, ma è rotta a bassa energia dal meccanismo di Higgs. In questo modo sia i fenomeni elettromagnetici come la luce, sia i decadimenti nucleari possono essere spiegati tramite l'azione di un'unica forza. 
Allo stato attuale delle ricerche, la teoria che meglio descrive la fisica delle particelle è nota come Modello standard, che descrive in modo unitario l'interazione nucleare forte e l'interazione elettrodebole, anche se l'unificazione dell'interazione forte non è ancora completa. Il Modello Standard ha ottenuto numerose verifiche sperimentali, anche grazie al lavoro degli acceleratori di particelle, come l'LHC o il tevatron. I nuovi esperimenti dovrebbero consentire di colmare le lacune del modello standard.
Uno dei grandi obiettivi della fisica teorica contemporanea è quello di fornire una descrizione dell'interazione gravitazionale valida ad alte energie e piccole distanze, ossia di unificare la relatività generale con la meccanica quantistica. Se questa unificazione avesse successo, sarebbe possibile conoscere in maggior dettaglio, ad esempio, la fisica dei buchi neri e i primissimi istanti di vita dell'universo dopo il Big Bang. Secondo le moderne teorie di unificazione, come ad esempio la teoria delle stringhe, ad alte energie (e quindi ad alte temperature) le quattro forze fondamentali si fondono in una sola.